# Monochamus burgeoni
Monochamus burgeoni är en skalbaggsart som beskrevs av Stefan von Breuning 1935. Monochamus burgeoni ingår i släktet Monochamus och familjen långhorningar. Inga underarter finns listade i Catalogue of Life.